# Ózdfalu
Ózdfalu – wieś i gmina w południowej części Węgier, w pobliżu miasta Sellye, niedaleko granicy chorwackiej.
Administracyjnie Ózdfalu należy do powiatu Sellye, wchodzącego w skład komitatu Baranya i jest jedną z 35 gmin tego powiatu.

## Współpraca
- Ózd, Węgry